# Eduardo Souto de Moura
Eduardo Souto de Moura (Porto, 1952. július 25. –) portugál építész, a 2011-es Pritzker-díj díjazottja.
Az 1970-es években Álvaro Siza Vieira munkatársa volt. 1980-ban a Portói Egyetemen szerzett diplomát.
Alkotásai között kiemelkednek a portói Fotográfiai Múzeum (1997) és Közlekedési Múzeum (2000), a Braga városi stadion (2003), a „Quinta da Avenida” lakóegyüttes (2005) és a Paula Rego Múzeum (2010).

## Képtár

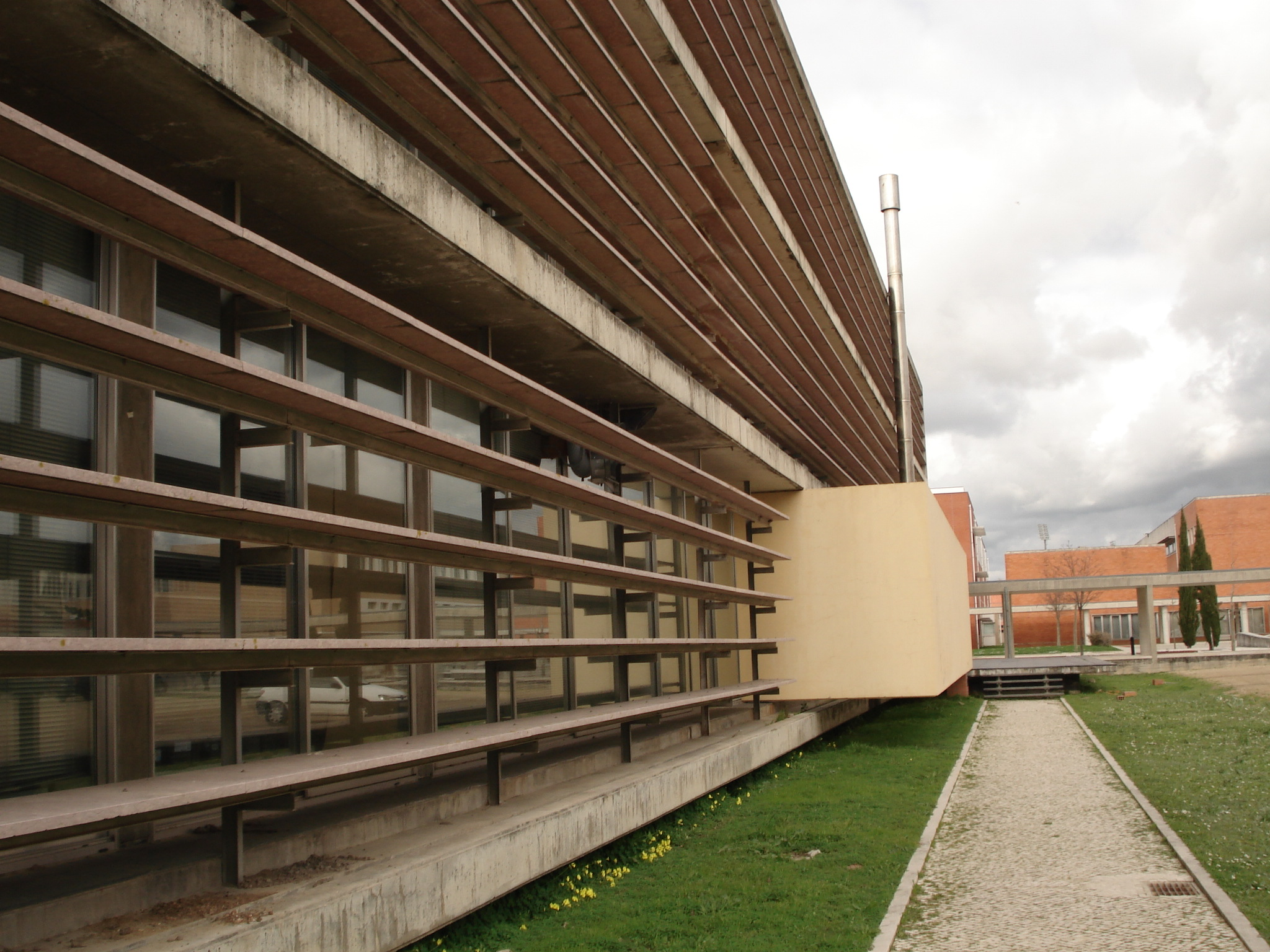
Aveiro egyetem
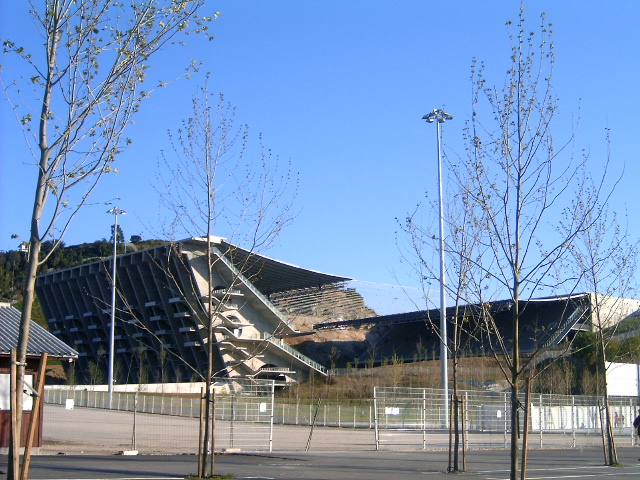
Braga városi stadion (2003)
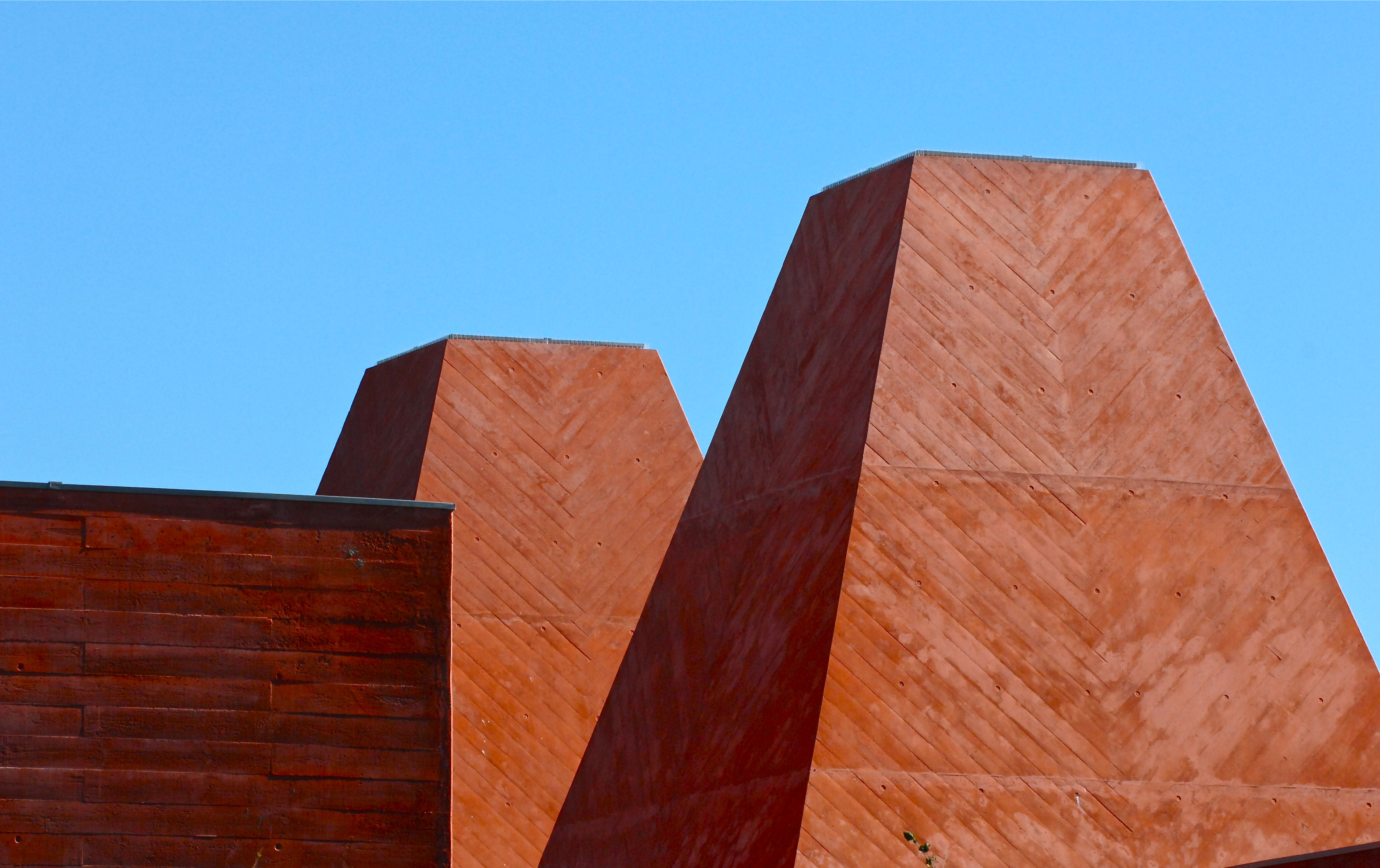
Paula Rego Múzeum (2010)
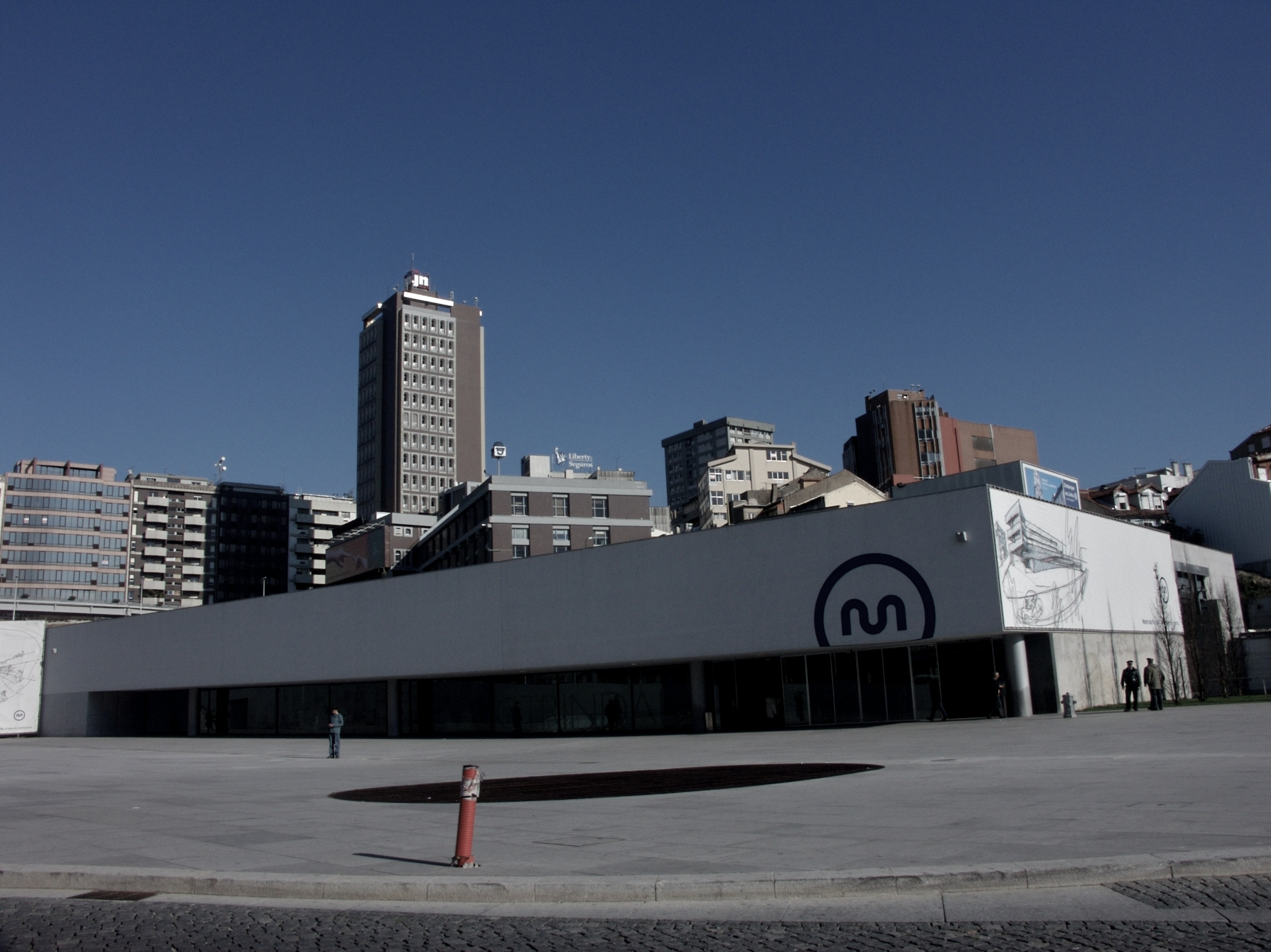
Porto Trindade állomás
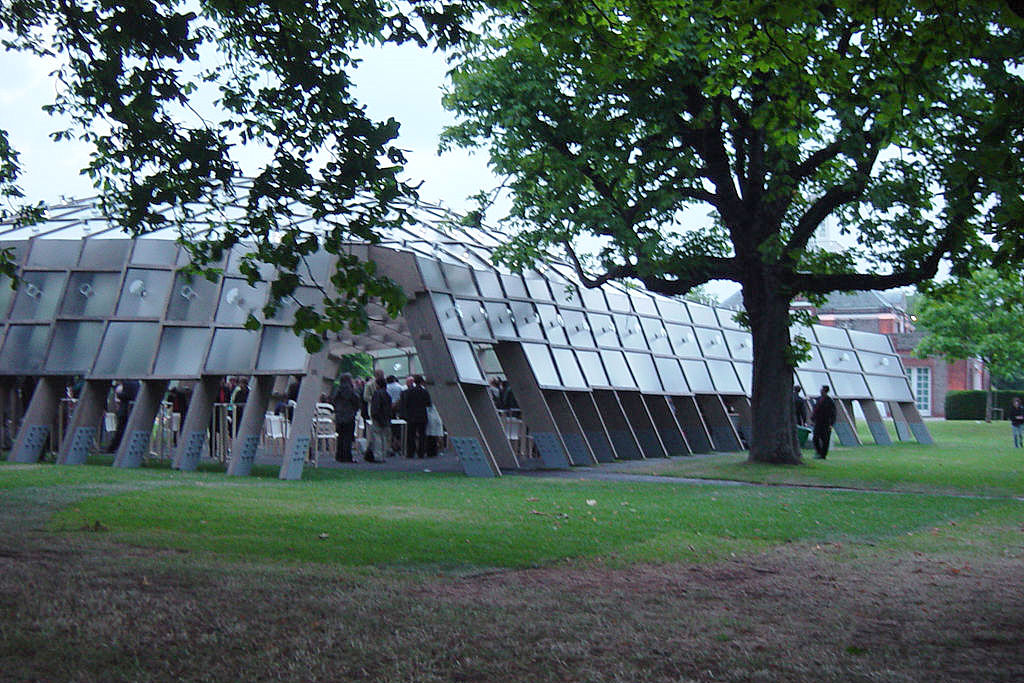
Serpentine Gallery pavilon Londonban